# Guido Föhrweißer
Guido Föhrweißer (* 1960 in Werl) ist ein deutscher Schauspieler.

## Leben
Guido Föhrweißer wuchs in Bockum-Hövel und der Stadt Hamm im Münsterland / Ruhrgebiet in Nordrhein-Westfalen auf. Er studierte vier Jahre Schauspiel in Berlin. Anschließend spielte er an der Freien Volksbühne und dem Schiller-Theater. An den Staatlichen Bühnen Berlin, Stuttgart, Wiesbaden, dem Berliner Ensemble, den Bad Hersfelder Festspielen und auf der Seebühne der Bregenzer Festspiele inszenierte und choreographierte er zudem auch variationsreiche Fecht- und Kampfszenen und arrangierte Spielszenen mit Pferden für Theaterstücke und Opern. Guido Föhrweißer spielt in deutschen und internationalen Kino Spielfilmen, Fernsehfilmen und Tv Serien.

## Filmografie
- 1987–1992: SOKO München (SOKO 5113, Fernsehserie, 3 Folgen)
- 1988, 1994: Ein Fall für zwei (Fernsehserie, 2 Folgen)
- 1989: Molle mit Korn (Fernsehserie)
- 1989: Tatort (Fernsehserie, Folge 1x217 Tatort: Der Pott)
- 1989: Follow Me
- 1989: Der Atem
- 1989: Lukas und Sohn (Fernsehserie, Folge 1x10)
- 1991: Reise ohne Wiederkehr
- 1992: Das Geheimnis des Maltesers (Fernsehfilm)
- 1992: Blank Meier Jensen (Fernsehserie, Folge 1x01)
- 1992: Moselbrück (Fernsehserie, Folge 3x01)
- 1993: Liebe ist Privatsache (Fernsehserie, Folge 1x00)
- 1994: Die Wache (Fernsehserie, Folge 1x01)
- 1994: Die Stadtindianer (Fernsehserie, Folge 1x10)
- 1994: Hass im Kopf (Fernsehfilm)
- 1994: Im Namen des Gesetzes (Fernsehserie, Folge 1x04)
- 1994: Burning Life
- 1994: Zwei alte Hasen (Fernsehserie, Folge 1x01)
- 1994: Die Männer vom K3 (Fernsehserie, Folge 3x06)
- 1994: Immer im Einsatz – Die Notärztin (Fernsehserie, Folge 1x10)
- 1994: Auto Fritze (Fernsehserie, Folge 2x06)
- 1994, 1998: Ärzte (Fernsehserie, 2 Folgen)
- 1995: A.S. – Gefahr ist sein Geschäft (A.S., Fernsehserie, 2 Folgen)
- 1995: Faust (Fernsehserie, Folge 2x02)
- 1995: Der Neger Weiss (Fernsehfilm)
- 1995: Eine Frau wird gejagt (Fernsehfilm)
- 1996: Mona M. – Mit den Waffen einer Frau (Fernsehserie, Folge 1x00)
- 1996: Achterbahn (Fernsehserie, Folge 1x37)
- 1996: Die Partner (Fernsehserie, eine Folge)
- 1996: Nur aus Liebe
- 1996: Das Verbrechen des Jahrhunderts (Crime of the Century, Fernsehfilm)
- 1996: Das Seattle Duo (Mr. & Mrs. Smith, Fernsehserie, Folge 1x07)
- 1997: Balko (Fernsehserie, Folge 2x10)
- 1997: Timecop (Fernsehserie, Folge 1x05)
- 1998: Gia – Preis der Schönheit (Gia, Fernsehfilm)
- 1998: Akte X – Die unheimlichen Fälle des FBI (The X-Files, Fernsehserie, Folge 6x03 Im Bermuda-Dreieck)
- 1998: Biggi (Fernsehserie)
- 1999: Martial Law – Der Karate-Cop (Martial Law, Fernsehserie, Folge 1x20)
- 2001: James Dean (Fernsehfilm)
- 2001: Reversal
- 2002: Im Visier der Zielfahnder (Fernsehserie, Folge 1x07)
- 2002: Küstenwache (Fernsehserie, Folge 5x07)
- 2003: Voll verheiratet (Just Married)
- 2007: Asudem
- 2007: Oh Tannenbaum (Fernsehfilm)
- 2007: Band of Pirates: Buccaneer Island
- 2009: Inglourious Basterds
- 2009: Ninja Assassin
- 2009: Männerherzen
- 2009: FlashForward (Fernsehserie, Folge 1x03 137 Sekunden)
- 2010: Henri 4
- 2010: Sind denn alle Männer Schweine? (Fernsehfilm)
- 2010: Valerie
- 2011: The Big Black
- 2012: Unser Charly (Fernsehserie, Folge 16x15)
- 2014: SOKO Wismar (Fernsehserie, Folge 10x11)
- 2014: Für immer
- 2015: Letzte Spur Berlin (Fernsehserie, Folge 4x07)
- 2015: Band of Pirates: Buccaneer Island – Director’s Cut
- 2015: Der Prinz im Bärenfell (Fernsehfilm)
- 2016: Game of Aces
- 2019: Heroes and Cowards
- 2019: Die Geldwäscherei (The Laundromat)
- 2020: Fritzie – Der Himmel muss warten (Fernsehserie, Folge 1x04)
- 2022: Subject 101
- 2023: Topor 1945 (Miniserie)